# Maryann Brandon
Maryann Brandon és una muntadora estatunidenca. Està representada per la United Talent Agency.
Va ser nominada als Premi Emmy per la seva edició en la sèrie Alias de J. J. Abrams. Des de llavors ha treballat en totes les pel·lícules del director.
El maig del 2013 es va anunciar que treballaria un com més amb Abrams en la pel·lícula del 2015 Star Wars episodi VII: El despertar de la força.
És membre de l'American Cinema Editors.

## Filmografia
- Bingo - 1991
- The Birds II: Land's End - 1994
- Born to Be Wild - 1995
- Discòrdies a la carta (Grumpier Old Men) - 1995 (coeditat amb Seth Flaum and Billy Weber)
- Heretaràs la terra (A Thousand Acres) - 1997
- The Miracle Worker - 2000
- Alias - 2001–05
- Missió: Impossible III (Mission: Impossible III) - 2006
- The Jane Austen Book Club - 2007
- Star Trek - 2009
- How to Train Your Dragon - 2010 (coeditat amb Darren T. Holmes)
- Gulliver's Travels - 2010
- Super 8 - 2011
- Star Trek Into Darkness - 2013
- Star Wars episodi VII: El despertar de la força - 2015